# Ornella Santoliquido

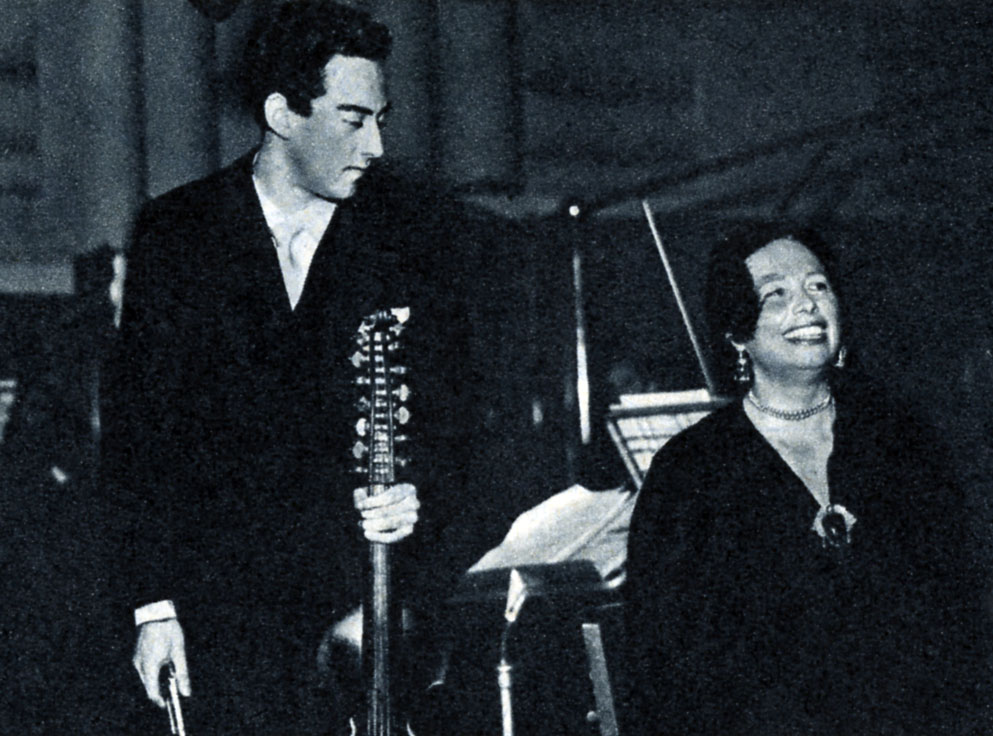
El viola Bruno Giuranna junto a Ornella Santoliquido en un concierto (1955)

Ornella Puliti, más conocida como Ornella Santoliquido (Sesto Fiorentino, 4 de noviembre de 1906-Florencia, 10 de noviembre de 1977), fue una pianista italiana. En 1932 se casó con el compositor Francesco Santoliquido. El matrimonio duró poco, pero Ornella decidió mantener su apellido para sus conciertos (en los que también aparece como Ornella Puliti Santoliquido) y en las grabaciones discográficas.

## Estudios
Inició su carrera musical en el Conservatorio de Florencia con Attilio Brugnoli y perfeccionó sus estudios con Alfredo Casella y Alfred Cortot. En 1928 ganó el Concurso Florestano Rossomandi. Fue alumna de Edgardo Del Valle de Paz.

## Carrera
Desde 1927 se dedicó a dar conciertos como solista y, unos años más tarde, también como integrante del Trío Santoliquido junto al violinista Arrigo Pelliccia y el chelista Massimo Amfiteatrof. Junto a estos mismos músicos, a los que se unió el viola Bruno Giuranna, fundó en 1954 el Cuarteto de Roma. Las grabaciones discográficas tanto del Trío Santoliquido como del Cuarteto de Roma se publicaron en la Deutsche Grammophon. Interpretaron música de cámara de Beethoven y Schubert. Para la RCA Italiana, junto a Massimo Amfiteatrof, grabó sonatas de Vivaldi.
Destacó en la interpretación de Bach, Beethoven, Brahms o Mendelssohn. Sus programas eran, en ocasiones, muy originales y desenfadados. Entre otras obras, estrenó en 1931 Rotativa de Giacinto Scelsi.
También desde finales de la década de 1930, se dedicó a la enseñanza del piano en el Conservatorio de Santa Cecilia de Roma. 
Tuvo graves problemas de salud, como hepatitis, una infección grave en la pierna (que estuvo a punto de obligar a amputársela), fiebres de malta y una hemorragia cerebral en 1963, que no impidieron que siguiera tocando y de dando recitales en Europa y América.

## Cine
En 1948 intervino en la película de Mario Costa Follie per l'opera, en una escena en la que ella y Franco Mannino tocan La campanella de Liszt.
En la película Amanti senza amore de Gianni Franciolini, basada en el cuento de León Tolstói La sonata a Kreutzer, la versión de la obra musical homónima de Beethoven a la que alude el título se debe a Santoliquido y al violinista Giulio Bignami.

## Vida personal
Tras su breve matrimonio con el compositor Francesco Santoliquido, fue pareja del violonchelista italiano (de familia rusa exiliada por la revolución rusa) Massimo Amfiteatrof, con quien formó el Dúo de Roma y dio numerosos conciertos.
Vivía en un ático de Roma y era una gran aficionada a la filatelia. Sentía gran amor por los animales y colaboraba con las sociedades protectoras.